# Ekviparticijski izrek
Ekviparticíjski izrèk ali izrèk o enakomérni razdelítvi (energíje) v klasični statistični mehaniki trdi, da v povprečju odpade na vsako prostostno stopnjo, torej na vsak kvadratni člen v izrazu za polno energijo atoma ali molekule energija kBT/2, pri čemer je kB Boltzmannova konstanta, T pa absolutna temperatura.

## Izpeljava ekviparticijskega izreka
Naj bo polna energija sistema E določena s f posplošenimi koordinatami qk in f posplošenimi gibalnimi količinami pk,
{\displaystyle E=E(q_{1},\ldots ,q_{f},p_{1},\ldots ,p_{f})\!\,.}
Nadalje naj velja:
1. Energijo se lahko zapiše kot vsoto dveh členov, od katerih je prvi (εi) odvisen le od ene posplošene gibalne količine pi, preostanek E' pa od te posplošene gibalne količine ni odvisen: 
{\displaystyle E=\epsilon _{i}(p_{i})+E'(q_{1},\ldots ,p_{f})\!\,.}
2. V funkciji εi nastopa posplošena gibalna količina pi v kvadratu: 
{\displaystyle \epsilon _{i}(p_{i})=bp_{i}^{2}\!\,.}
Pri tem je b konstanta.
Opisana pogoja sta dobro izpolnjena, če je pi gibalna količina - v kinetični energiji nastopa gibalna količina v kvadratu, potencialna energija pa od nje ni odvisna.
Vpraša se po povprečni vrednosti spremenljivke εi v toplotnem ravnovesju ob izpolnjenih obeh zgoraj navedenih pogojih. Za sistem v toplotnem ravnovesju velja Boltzmannova porazdelitev; skladno s tem se izračuna povprečno vrednost spremenljivke εi z integriranjem po celotnem faznem prostoru:
{\displaystyle {\overline {\epsilon _{i}}}={\frac {\int \exp[-\beta E(q_{1},\ldots ,p_{f})]\epsilon _{i}dq_{1}\cdots dp_{f}}{\int \exp[-\beta E(q_{1},\ldots ,p_{f})]dq_{1}\cdots dp_{f}}}\!\,.}
Pri tem se je označilo β = 1/kBT.
Skladno s prvim pogojem se lahko uporabi multiplikativnost eksponentne funkcije in integrala v števcu in imenovalcu se zapiše kot produkt dveh integralov:
{\displaystyle {\overline {\epsilon _{i}}}={\frac {\int \exp(-\beta \epsilon _{i})\epsilon _{i}dp_{i}\int '\exp[-\beta E(q_{1},\ldots ,p_{f})]\epsilon _{i}dq_{1}\cdots dp_{f}}{\int \exp(-\beta \epsilon _{i})dp_{i}\int '\exp[-\beta E(q_{1},\ldots ,p_{f})]dq_{1}\cdots dp_{f}}}\!\,.}
S črtico je označeno integriranje po vseh spremenljivkah razen pi. Ta integrala sta v števcu in imenovalcu enaka in se ju lahko pokrajša:
{\displaystyle {\overline {\epsilon _{i}}}={\frac {\int \exp(-\beta \epsilon _{i})\epsilon _{i}dp_{i}}{\int \exp(-\beta \epsilon _{i})dp_{i}}}\!\,.}
Z upoštevanjem zveze:
{\displaystyle \int \exp(-\beta \epsilon _{i})\epsilon _{i}dp_{i}=-{\frac {d}{d\beta }}\ln \left[\int \exp(-\beta \epsilon _{i})dp_{i}\right]\!\,}
se lahko izraz za povprečje εi zapiše kot:
{\displaystyle {\overline {\epsilon _{i}}}=-{\frac {d}{d\beta }}\ln \left[\int \exp(-\beta \epsilon _{i})dp_{i}\right]\!\,.}
Skladno z drugo zahtevo pa se lahko zapiše:
{\displaystyle \int \exp(-\beta \epsilon _{i})dp_{i}=\int \exp(-\beta bp_{i}^{2})dp_{i}={\frac {1}{\sqrt {\beta }}}\int \exp(-by^{2})dy\!\,.}
Pri tem se je označilo y = pi √β. Odtod nadalje:
{\displaystyle \ln \int \exp(-\beta \epsilon _{i})dp_{i}=-{\frac {1}{2}}\ln \beta +\ln \int \exp(-by^{2})dy\!\,.}
Drugi člen na desni strani sploh ni odvisen od β, zato v izrazu za povprečno energijo εi ob odvajanju po β odpade. Ostane:
{\displaystyle {\overline {\epsilon _{i}}}=-{\frac {\partial }{\partial \beta }}\left(-{\frac {1}{2}}\ln \beta \right)={\frac {1}{2\beta }}\!\,.}
Pokazalo se je, da ustreza kvadratnemu členu v polni energiji povprečna energija kBT/2. Če nastopajo v polni energiji samo kvadratni členi, torej odpade na vsakega od njih v povprečju enak delež energije - odtod ime izreka.
Na začetku izpeljave se je privzelo, da se lahko energijo zapiše kot vsoto dveh členov, od katerih je eden kvadratna funkcija izbrane posplošene gibalne količine pi, preostanek pa od nje ni odvisen. Izpeljava bi tekla podobno, če bi se podobno izvzelo eno posplošeno koordinato qi in privzelo, da se lahko energijo piše v obliki {\displaystyle E=\epsilon _{i}(q_{i})+E'(q_{1},...p_{f})}.